# Mimcochylis
Mimcochylis is een geslacht van vlinders van de familie bladrollers (Tortricidae).

## Soorten
- M. ochroplasta Razowski, 1985
- M. plagiusa Razowski, 1985
- M. planola Razowski, 1985
- M. plasmodia Razowski, 1985